# 脑甾醇
脑甾醇（英語：cerebrosterol）或称为24S-羟基胆固醇（24S-hydroxycholesterol，缩写24S-HC，即胆甾-5-烯-3β,24S-二醇，cholest-5-ene-3,24-diol）是一种内源性的氧化胆固醇，由大脑中的神经元产生，来维持胆固醇稳态。脑甾醇最早于1953年由Alberto Ercoli, S. Di Frisco, 和Pietro de Ruggieri三位科学家在马的大脑中发现，之后发现人脑中也存在。

## 结构
24S-HC由胆固醇在24号碳原子上S位置的氢发生羟基基团取代反应生成，此反应由酶胆固醇24-羟化酶（CYP46A1）催化：

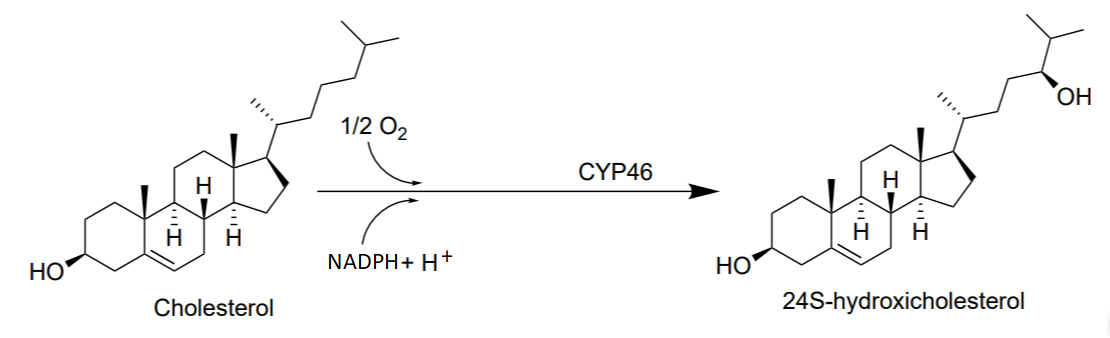
胆固醇生成脑甾醇，由CYP46A1催化

## 功能
24S-HC可与载脂蛋白结合，如apoE、apoJ和apoA1等，来形成高密度脂蛋白样复合物，因此比游离的胆固醇更容易通过血脑屏障。因此，24S-HC的生产是大脑合成胆固醇的几种平衡机制之一。在进入血液循环后，24S-HC转运至肝脏，24S-HC在此可发生硫酸化、葡糖醛酸化或转化为胆酸，最终排出体外。
24S-HC也是肝X受体（LXR）的激动剂，肝X受体是一类感应氧化胆固醇的核受体。在大脑中，与24S-HC作用的LXR主要是肝X受体β（LXRβ）。24S-HC激活LXR，促进固醇调节元件结合蛋白（SREBP）的mRNA转录与蛋白的表达，来调控胆固醇合成和脂肪酸合成。